# カブトヤマ記念
カブトヤマ記念（カブトヤマきねん）は、1947年から2003年まで行われた中央競馬の重賞競走（平地競走）である。

## 概要
カブトヤマは1933年の第2回東京優駿（日本ダービー）に優勝したほか、現役時代、5度にわたるレコードタイムを更新した実績を誇る昭和初期（戦前）を代表する名馬として知られる。
1947年、第二次世界大戦後に復活開催された最初の東京優駿で、カブトヤマ産駒のマツミドリが優勝。内国産種牡馬として初めてダービー優勝産駒を出したカブトヤマの業績を称え、1947年に中山競馬場で第1回の競走が開催された。第10回（1956年）からは東京（ただし1966、67年は中山）、1980年からは福島（1995、96年、2001年は新潟）と、開催場を変えて開催された。
中山開催の時代は菊花賞の前哨戦として出走してくる牡馬（ただし第1回と第4回は菊花賞よりあと）と、クラシック路線で活躍した牝馬が激突する、出走馬のレベルが非常に高い重賞競走だった。第1回の出走馬には皐月賞・優駿牝馬の変則二冠馬トキツカゼ、サラ系ながら桜花賞・菊花賞を制したもう一頭の変則二冠馬ブラウニー、上述の東京優駿馬マツミドリ、重賞未勝利に終わったものの種牡馬として成功を収めたシマタカといった錚錚たる面々が出走馬に名を連ね、その後もクラシック登録がなかった非運の名馬ウイザート、トキノミノルの最大のライバルであったイツセイ、後の菊花賞馬ハクリヨウらその年の4歳馬の中でも強豪中の強豪が出走するレースだった。
東京開催の時代は施行時期が菊花賞の後に固定され、「残念菊花賞」という色合いが強いレースになったが、距離が長すぎる、輸送に弱いなどの理由でここ1本に勝負を懸けてきた馬が出走してくることもあり、やはりレベルが高いレースだった。その後クラシック路線で活躍した牝馬はビクトリアカップ（のちエリザベス女王杯）に向かうようになり、出走馬のレベルは低下。1974年からは古馬に開放され、併せて父内国産馬限定戦に変更された。
1970年代以前はクラシック路線以外では関東と関西の交流が少なかったこともあって、東京開催時代までの本レースは関西馬が出走してくることが非常に少なかったレースであり、福島開催に移行した第37回（1983年）のメイショウキングまで関西馬は1勝もしていなかった。
福島開催の時代も父内国産馬限定戦として開催し、福島記念と並ぶ、秋の福島開催の名物レースとして長年親しまれた。2003年の競走は開催スケジュールの見直しを図った関係で春季に繰り上げられたが、これが最後の開催となった。これは、種牡馬リーディング上位を争う内国産種牡馬の登場により、父内国産馬奨励の目的がほぼ達成できたという観点からである。なお、2004年からこの競走に替わる形で同時期・同距離で福島牝馬ステークスがスタートすることとなったが、回次は出走条件が異なることから、一旦カブトヤマ記念を廃止した上での新設扱いとして2004年を第1回とした。また、これと同時に愛知杯も牝馬限定に変更され、さらに2008年からは中日新聞杯も出走資格が父内国産馬限定から混合競走に変更され、これにより中央競馬の父内国産馬限定重賞競走が姿を消すことになった。
保田隆芳が非常に得意としていたレースで、3連覇1回、2連覇2回を含む8勝を挙げている。
なお、カブトヤマは東京競馬場では東京優駿で、福島競馬場では帝室御賞典で勝利を収めている。

## 歴史
- 1947年 - 優れた父内国産馬を輩出した同馬の業績を称え、中山競馬場芝1950mの4歳（現3歳）限定の重賞競走、カブトヤマ記念として創設。
- 1950年 - 施行距離を芝2000mに変更。
- 1956年 - 施行場を東京競馬場に変更。
- 1966年 - 東京競馬場の改修工事による振替開催により中山競馬場の芝2000mで施行。
- 1967年 - 東京競馬場の改修工事により中山競馬場の芝2000mで施行。
- 1974年
  - 施行距離を芝1600mに変更。
  - 出走資格が4歳（現3歳）以上に変更。
  - 出走馬を父内国産馬限定戦に変更。
- 1980年
  - 施行場を福島競馬場芝1800mに変更。
- 1994年 - ヒダカハヤトが当競走で唯一となる2度目の優勝。
- 1995年 - 福島競馬場の改修工事により新潟競馬場の芝1800mで施行。
- 1996年 - 福島競馬場の改修工事により新潟競馬場の芝1800mで施行。
- 2001年 - 新潟競馬場の改修工事による振替開催により新潟競馬場の芝1800mで施行。
- 2002年 - 1位入線のカンファーベストが進路妨害により10着に降着。
- 2003年 - 開催月を10月から4月に変更。4歳以上・別定重量戦に変更。
- 2004年 - 廃止。出走条件を変更し福島牝馬ステークスに引き継ぐ。

### 歴代優勝馬
- 優勝馬の馬齢は2000年以前の分も2001年以降の表記方法で記載（2000年以前の表記方法に換算するには1を加える）。

| 回数   | 施行日         | 競馬場 | 距離    | 優勝馬             | 性齢 | タイム   | 優勝騎手   | 管理調教師 | 馬主                   |
| ------ | -------------- | ------ | ------- | ------------------ | ---- | -------- | ---------- | ---------- | ---------------------- |
| 第1回  | 1947年11月9日  | 中山   | 芝1950m | トキツカゼ         | 牝3  | 2:10 1/5 | 佐藤嘉秋   | 大久保房松 | 川口鷲太郎             |
| 第2回  | 1948年11月3日  | 中山   | 芝1950m | マツシヨウリ       | 牡3  | 2:04 3/5 | 佐藤正二   | 茂木為二郎 | 松末博光               |
| 第3回  | 1949年10月9日  | 中山   | 芝1950m | フジモア           | 牡3  | 2:07 3/5 | 函館政一   | 函館孫作   | 大塚仙太郎             |
| 第4回  | 1950年12月16日 | 中山   | 芝2000m | ハタカゼ           | 牡3  | 2:06 0/5 | 保田隆芳   | 尾形藤吉   | 癸生川善松             |
| 第5回  | 1951年10月14日 | 中山   | 芝2000m | イツセイ           | 牡3  | 2:10 0/5 | 保田隆芳   | 尾形藤吉   | 岩崎利明               |
| 第6回  | 1952年11月3日  | 中山   | 芝2000m | キヨストロング     | 牡3  | 2:05 3/5 | 中村広     | 藤本冨良   | （株）東北牧場         |
| 第7回  | 1953年10月18日 | 中山   | 芝2000m | ハクリヨウ         | 牡3  | 2:05 0/5 | 保田隆芳   | 尾形藤吉   | 西博                   |
| 第8回  | 1954年10月31日 | 中山   | 芝2000m | オーセイ           | 牡3  | 2:04 1/5 | 保田隆芳   | 尾形藤吉   | 岩崎千代子             |
| 第9回  | 1955年10月30日 | 中山   | 芝2000m | セルフジ           | 牡3  | 2:07 0/5 | 高橋英夫   | 柴田恒治郎 | 戸谷佐治               |
| 第10回 | 1956年12月2日  | 東京   | 芝2000m | ハクチカラ         | 牡3  | 2:06 1/5 | 保田隆芳   | 尾形藤吉   | 西博                   |
| 第11回 | 1957年12月1日  | 東京   | 芝2000m | マサタカラ         | 牡3  | 2:05 2/5 | 八木沢勝美 | 古賀嘉蔵   | 西博                   |
| 第12回 | 1958年11月30日 | 東京   | 芝2000m | ラテイオー         | 牡3  | 2:13 0/5 | 保田隆芳   | 松山吉三郎 | 丸山栄之助             |
| 第13回 | 1959年11月29日 | 東京   | 芝2000m | ハタノボル         | 牡3  | 2:04.3   | 保田隆芳   | 松山吉三郎 | 佐藤順吉               |
| 第14回 | 1960年11月27日 | 東京   | 芝2000m | ホマレボシ         | 牡3  | 2:07.4   | 保田隆芳   | 稗田敏男   | 川口文子               |
| 第15回 | 1961年11月26日 | 東京   | 芝2000m | トウコン           | 牡3  | 2:06.7   | 境勝太郎   | 矢野幸夫   | 塩飽望                 |
| 第16回 | 1962年11月25日 | 東京   | 芝2000m | ケンホウ           | 牝3  | 2:05.4   | 野平好男   | 藤本冨良   | 長山善建               |
| 第17回 | 1963年11月24日 | 東京   | 芝2000m | ソロナオンワード   | 牡3  | 2:04.4   | 山岡忞     | 中村広     | 樫山（株）             |
| 第18回 | 1964年11月22日 | 東京   | 芝2000m | ブルタカチホ       | 牡3  | 2:04.5   | 加賀武見   | 柴田寛     | 平山薫                 |
| 第19回 | 1965年11月21日 | 東京   | 芝2000m | カブトシロー       | 牡3  | 2:04.2   | 大崎昭一   | 久保田彦之 | 西山正行               |
| 第20回 | 1966年11月13日 | 中山   | 芝2000m | オンワードヒル     | 牡3  | 2:03.7   | 牧野三雄   | 中村広     | 樫山（株）             |
| 第21回 | 1967年11月19日 | 中山   | 芝2000m | タニカゼ           | 牡3  | 2:05.8   | 吉永正人   | 松山吉三郎 | 鈴木富太郎             |
| 第22回 | 1968年11月10日 | 東京   | 芝2000m | クリアヤメ         | 牝3  | 2:05.9   | 郷原洋行   | 大久保房松 | 栗林友二               |
| 第23回 | 1969年11月16日 | 東京   | 芝2000m | メイジアスター     | 牝3  | 2:08.8   | 野平祐二   | 野平省三   | 鈴木四郎               |
| 第24回 | 1970年11月15日 | 東京   | 芝2000m | トレンタム         | 牡3  | 2:04.8   | 大和田稔   | 二本柳俊夫 | 河野通                 |
| 第25回 | 1971年11月14日 | 東京   | 芝2000m | カツタイコウ       | 牡3  | 2:02.1   | 郷原洋行   | 柄崎義信   | 勝本正男               |
| 第26回 | 1972年11月12日 | 東京   | 芝2000m | ハクホオショウ     | 牡3  | 2:01.8   | 矢野一博   | 尾形藤吉   | 西博                   |
| 第27回 | 1973年11月11日 | 東京   | 芝2000m | ブルスイショー     | 牡3  | 2:02.9   | 横山富雄   | 久保田金造 | 三木福一               |
| 第28回 | 1974年11月10日 | 東京   | 芝1600m | アイアンハート     | 牡3  | 1:36.8   | 池上昌弘   | 保田隆芳   | 吉原貞敏               |
| 第29回 | 1975年11月9日  | 東京   | 芝1600m | メジロフクシマ     | 牝4  | 1:36.9   | 岩崎善四郎 | 大久保良雄 | メジロ商事（株）       |
| 第30回 | 1976年11月14日 | 東京   | 芝1600m | リュウフブキ       | 牡4  | 1:39.9   | 出口明見   | 矢倉玉男   | 福井章哉               |
| 第31回 | 1977年11月13日 | 東京   | 芝1600m | アローバンガード   | 牡3  | 1:35.5   | 柴田政人   | 高松三太   | 伊達秀和               |
| 第32回 | 1978年11月12日 | 東京   | 芝1600m | アサヒダイオー     | 牡3  | 1:35.7   | 安田富男   | 加藤朝治郎 | 寺内倉蔵               |
| 第33回 | 1979年11月11日 | 東京   | 芝1600m | メジロマーティン   | 牡3  | 1:38.5   | 横山富雄   | 八木沢勝美 | メジロ商事（株）       |
| 第34回 | 1980年10月26日 | 福島   | 芝1800m | フジマドンナ       | 牝4  | 1:51.2   | 竹原啓二   | 松山康久   | 藤野隆四郎             |
| 第35回 | 1981年10月25日 | 福島   | 芝1800m | キンセイパワー     | 牝3  | 1:49.7   | 嶋田潤     | 清水利章   | 岩澤倫子               |
| 第36回 | 1982年10月24日 | 福島   | 芝1800m | ジュウジアロー     | 牝5  | 1:48.2   | 安田富男   | 加藤修甫   | 岡田充司               |
| 第37回 | 1983年10月23日 | 福島   | 芝1800m | メイショウキング   | 牡4  | 1:47.7   | 増沢末夫   | 高橋直     | 松本好雄               |
| 第38回 | 1984年10月21日 | 福島   | 芝1800m | プロメイド         | 牝4  | 1:49.8   | 吉沢宗一   | 鈴木勝太郎 | （株）大関             |
| 第39回 | 1985年10月20日 | 福島   | 芝1800m | チェリーテスコ     | 牡4  | 1:48.8   | 西園正都   | 大根田裕也 | チェリー商事（資）     |
| 第40回 | 1986年10月19日 | 福島   | 芝1800m | キッポウシ         | 牡4  | 1:48.0   | 安田富男   | 大和田稔   | 阿部善男               |
| 第41回 | 1987年10月25日 | 福島   | 芝1800m | ユウミロク         | 牝4  | 1:49.4   | 音無秀孝   | 田中良平   | 清水勇之助             |
| 第42回 | 1988年10月23日 | 福島   | 芝1800m | トウショウユース   | 牡5  | 1:49.6   | 田面木博公 | 高松邦男   | トウショウ産業（株）   |
| 第43回 | 1989年10月22日 | 福島   | 芝1800m | モガミチャンピオン | 牡4  | 1:49.8   | 小島太     | 境勝太郎   | （株）最上ホースクラブ |
| 第44回 | 1990年10月21日 | 福島   | 芝1800m | ヒダカハヤト       | 牡3  | 1:47.0   | 森安輝正   | 森安弘昭   | 清峰殖産（株）         |
| 第45回 | 1991年10月20日 | 福島   | 芝1800m | ハシノケンシロウ   | 牡4  | 1:48.7   | 大塚栄三郎 | 八木沢勝美 | 橋本中                 |
| 第46回 | 1992年10月25日 | 福島   | 芝1800m | ワンモアラブウエイ | 牝3  | 1:49.5   | 宝来城多郎 | 渡辺栄     | 松井一三               |
| 第47回 | 1993年10月24日 | 福島   | 芝1800m | ユーワビーム       | 牡5  | 1:48.9   | 坂本勝美   | 小林常泰   | （株）ユーワ           |
| 第48回 | 1994年10月23日 | 福島   | 芝1800m | ヒダカハヤト       | 牡7  | 1:47.7   | 大塚栄三郎 | 森安弘昭   | 清峰殖産（株）         |
| 第49回 | 1995年10月22日 | 新潟   | 芝1800m | アイオーユー       | 牝5  | 1:47.9   | 小野次郎   | 高松邦男   | （有）グランド牧場     |
| 第50回 | 1996年10月20日 | 新潟   | 芝1800m | スガノオージ       | 牡5  | 1:48.3   | 安田富男   | 上原博之   | 菅原元秀               |
| 第51回 | 1997年10月19日 | 福島   | 芝1800m | テイエムオオアラシ | 牡4  | 1:49.0   | 土肥幸広   | 二分久男   | 竹園正繼               |
| 第52回 | 1998年10月25日 | 福島   | 芝1800m | ツルマルガイセン   | 牡4  | 1:50.6   | 高橋亮     | 橋口弘次郎 | 鶴田任男               |
| 第53回 | 1999年10月24日 | 福島   | 芝1800m | テイエムトッキュー | 牡5  | 1:51.5   | 和田竜二   | 岩元市三   | 竹園正繼               |
| 第54回 | 2000年10月21日 | 福島   | 芝1800m | ヘッドシップ       | 牡6  | 1:50.4   | 高山太郎   | 佐藤全弘   | （株）テンジン         |
| 第55回 | 2001年10月20日 | 新潟   | 芝1800m | タフネススター     | 牝4  | 1:44.9   | 酒井学     | 藤岡範士   | 橳嶋孝司               |
| 第56回 | 2002年10月20日 | 福島   | 芝1800m | ウインブレイズ     | 牡5  | 1:49.4   | 木幡初広   | 宗像義忠   | （株）ウイン           |
| 第57回 | 2003年4月27日  | 福島   | 芝1800m | ストロングブラッド | 牡4  | 1:48.1   | 二本柳壮   | 増沢末夫   | 村木篤                 |

#### 各回競走結果の出典
- 「カブトヤマ記念 (GIII)」『中央競馬全重賞競走成績集 【障害・廃止競走編】』日本中央競馬会、2006年、529-601頁。